# Peugeot Type 9
La Peugeot type 9 vis-à-vis est un modèle d'automobile fabriqué par le constructeur français Peugeot de 1894 à 1897. Elle est motorisée avec un moteur bicylindre en V de 1 282 cm3 « à pétrole » d’origine Daimler et équipée des premiers pneus Michelin.